# Escritura femenina

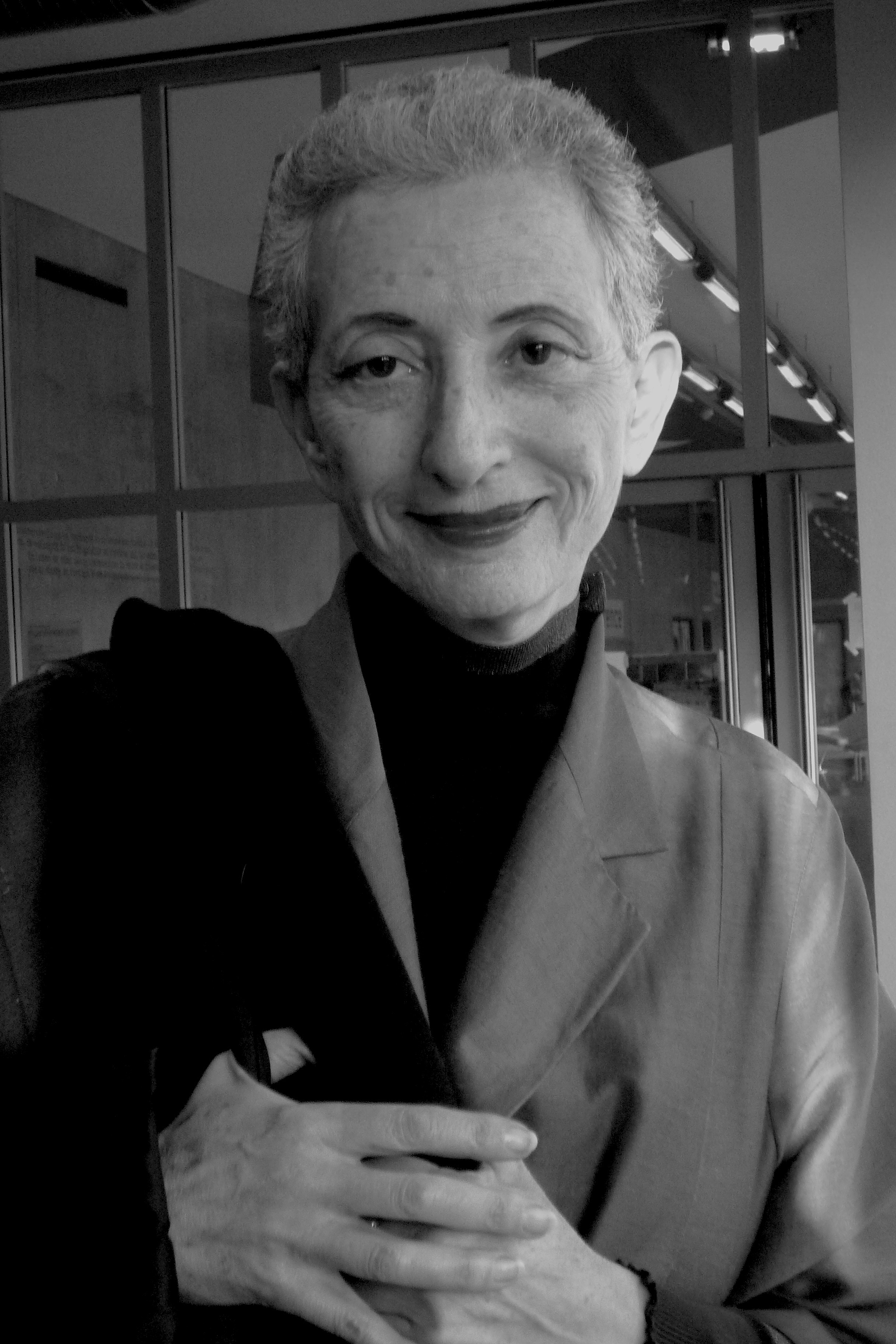
Hélène Cixous

Escritura femenina o Écriture féminine es un término acuñado por la feminista y teórica literaria francesa Hélène Cixous en su ensayo “La risa de Medusa” de 1975. Cixous pretendía establecer un género de escritura literaria que se apartara de los estilos de escritura masculinos tradicionales, que examinara la relación entre la inscripción cultural y psicológica del cuerpo femenino y la diferencia femenina en el lenguaje y el texto. Esta corriente feminista literaria originada en Francia a principios de los setenta, por medio de los trabajos de Cixous y otras teoristas incluidas Luce Irigaray, Chantal Chawaf, Catherine Clément y Julia Kristeva, y posteriormente ha sido ampliada por escritores tales como la teórica psicoanalítica Bracha Ettinger quien ha estado involucrada eneste campo desde inicios de 1990.La Escritura femenina como teoría establece la importancia del lenguaje para la comprensión psíquica del mismo. Cixous busca lo que Isodure Isou llama "el significante oculto” en el lenguaje que expresa lo inefable y lo que no puede ser expresado en el lenguaje estructuralista. La propia Cixous ha sugerido que los estilos de escritura más libres y fluidos como el flujo de conciencia, tienen una estructura y un tono más "femeninos" que los modos de escritura más tradicionales.
Esta teoría se basa en el trabajo teórico fundamental del psicoanálisis sobre la forma en que los humanos llegan a comprender sus roles sociales. De este modo, expone cómo las mujeres, que pueden estar situadas como "otras" en un orden simbólico masculino, pueden reafirmar su comprensión del mundo a través del compromiso con su propia alteridad, tanto dentro como fuera de sus propias mentes o conciencias.

## Cixous
Hélène Cixous acuñó por primera vez el término Escritura femenina en su ensayo “La Risa de la Medusa” (1975), donde afirma que “la mujer debe escribir(se): debe escribir sobre las mujeres y llevar a las mujeres a la escritura, de la que han sido arrebatadas tan violentamente como lo fueron de sus cuerpos” porque su placer sexual ha sido reprimido y la expresión les ha sido negada. Un libro reciente, titulado “Riendo con Medusa” (2006), ha tomado inspiración del ensayo de Cixous y analiza el trabajo colectivo de Julia Kristeva, Luce Irigaray, Bracha Ettinger y Hélène Cixous. En conjunto estas escritoras son consideradas por los angloparlantes como “las Feministas Francesas”, a pesar de que la profesora asociada en el Departamento de Inglés de la Universidad de Colorado ubicada en la ciudad de Boulder, Mary Klages, ha señalado que “teóricas feministas postestructuralistas” es un término más adecuado.
Madeleine Gagnon es una representante más actual que desde la fundación de los estudios de mujeres en Vicennes por Cixous en 1975 se ha convertido en la portavoz del grupo Psicoanálisis y política y una escritora prolífica en su editorial, Des femmmes. Cuando se le pregunta por sus propios escritos menciona “Je suis là où ça parle”, que significa: Estoy allí donde eso/ello/el inconsciente femenino habla.
Elaine Showalter, crítica y escritora feminista estadounidense, define este movimiento como “la inscripción del cuerpo femenino y la diferencia femenina en la lengua y en los textos”. La Escritura femenina prioriza la experiencia sobre el lenguaje y privilegia la escritura cíclica y no lineal que evade “el discurso regulado por el sistema falocentrista”. Debido a que el lenguaje no es un medio neutral, puede ser considerado un instrumento de expresión patriarcal. Como lo menciona Peter Barry, “las escritoras tienen la limitante de tener que recurrir a un medio (la escritura en prosa) que es en esencia un instrumento diseñado para los fines masculinos. La Escritura femenina existe, por lo tanto, como una antítesis de la escritura masculina y como un medio de escape para las mujeres.

En palabras de Rosemarie Tong, "Cixous desafió a las mujeres a escribirse a sí mismas fuera del mundo que los hombres construyeron para las mujeres. Instó a las mujeres a poner ellas mismas lo impensable y lo impensado en palabras"
Casi todo sobre la feminidad aún sigue sin ser contado por las mujeres: sobre su sexualidad, es decir, su complejidad infinita y cambiante; sobre su eroticidad, esos encendidos repentinos en una zona diminuta y a la vez inmensa de sus cuerpos; no sobre el destino, sino sobre la aventura de tal o cual impulso, sobre viajes, cruces, caminatas, despertares abruptos y graduales, descubrimientos de un lugar que al principio es temeroso, pero que pronto será directo.
Con respecto a la escritura falocentrista, Tong sostiene que "la sexualidad masculina, que se centra en lo que Cixous llamaba el 'gran pene', es en última instancia aburrida en su agudeza y singularidad. Al igual que la sexualidad masculina, la escritura masculina, que Cixous suele denominar escritura falogocentrista, también es en última instancia aburrida". Además de eso, "estampada con el sello oficial de la aprobación social, la escritura masculina está demasiado afianzada para moverse o cambiar".
Escribe, que nadie te frene, que nada te detenga: ni el hombre, ni la imbécil maquinaria capitalista en la que las editoriales son las astutas y obsequiosas transmisoras de los imperativos dictados por una economía que trabaja contra nosotras y a nuestra espalda, ni siquiera tú misma. A los lectores engreídos, directores de publicación y grandes jefes no les gustan los verdaderos textos de las mujeres. Ese tipo de texto les asusta.
Para Cixous, la Escritura femenina no es sólo una posibilidad para las escritoras, sino que cree que puede ser (y ha sido) utilizada por autores masculinos como James Joyce o Jean Genet. A algunos les ha resultado difícil conciliar esta idea con la definición que Cixous da de la Escritura femenina (a menudo denominada "tinta blanca") debido a las numerosas referencias que hace al cuerpo femenino: "Siempre hay en ella al menos un poco de esa buena leche materna. Escribe con tinta blanca". Explica al caracterizar la esencia de la Escritura femenina y explicar su origen. Esta noción plantea problemas a algunos teóricos:
La Escritura femenina, por tanto, es por naturaleza transgresora. Transgresora de normas, embriagadora, pero está claro que la noción tal y como la plantea Cixous plantea muchos problemas. El reino del cuerpo, por ejemplo, se considera de algún modo inmune a las condiciones sociales y de a las de género y es capaz de emitir una esencia pura de lo femenino. Tal esencialismo es difícil de cuadrar con el feminismo que hace hincapié en la feminidad como construcción social...

## Irigaray y Kristeva
Para Luce Irigaray, el placer sexual femenino no puede expresarse mediante el lenguaje masculino dominante, ordenado, "lógico", porque, según Kristeva, el lenguaje femenino se deriva del período preedípico de fusión entre madre e hijo el cual ella denominó semiótico. Asociado a lo maternal, el lenguaje femenino (el cual Irigaray llamó parler femme, womanspeak) no es sólo una amenaza para la cultura, que es patriarcal, sino también un medio a través del cual las mujeres pueden ser creativas en nuevas maneras. Irigaray expresó esta conexión entre la sexualidad de las mujeres y el lenguaje de las mujeres a través de la siguiente analogía: el goce de las mujeres es más múltiple que el placer unitario y fálico de los hombres porque:

la mujer tiene órganos sexuales en casi todas partes... el lenguaje femenino es más difusivo que su "homologo masculino". Esa es sin duda la razón... su lenguaje... va en todas direcciones y... él es incapaz de discernir la coherencia.
Irigaray y Cixous también continúan enfatizando que a las mujeres, históricamente limitadas a ser objetos sexuales para los hombres (vírgenes o prostitutas, esposas o madres), se les ha impedido expresar su sexualidad en sí misma o para sí mismas. Si pueden hacerlo, y si pueden hablar de ello en los nuevos lenguajes que exige, establecerán un punto de vista (un lugar de diferencia) desde el que los conceptos y controles falogocéntricos pueden ser vistos y desmontados, no sólo en la teoría, sino también en la práctica.

## Ettinger
Bracha L. Ettinger inventó un campo de nociones y conceptos para abordar y tomar conciencia de los afectos, el sentimiento y la conectividad trans-subjetiva que se origina en el sujeto y lo humaniza, según Ettinger, a través de la sexualidad femenina, las experiencias pre-maternales y la potencialidad maternal. El lenguaje de Ettinger, desarrollado lentamente desde 1985 en la escritura poética de los libros de los artistas y en la escritura académica, incluye sus conceptos originales como: tiempo-espacio matricial, espacio matricial, metramorfosis, com-pasión, coemergencia, desvanecimiento conjunto, cocreación, co-atestiguar, fascinancia, carganza, gestación psíquica, lejanía en la cercanía, conexión de fronteras, agrandamiento de fronteras, cercanía en la lejanía, evento prenatal femenino-matrixial y seducción ética hacia la vida. Muchos escritores en los campos de la teoría del cine, el psicoanálisis, la ética, la estética, los estudios literarios, el arte contemporáneo y la Historia del Arte utilizan la esfera matricial etingeriana en su análisis del material contemporáneo e histórico.

## Críticas
El enfoque de la acción feminista a través del lenguaje ha sido criticado por algunos como excesivamente teórico: considerarían que el hecho de que la primera reunión de un puñado de aspirantes a activistas feministas en 1970 sólo consiguiera iniciar un enconado debate teórico marcaba la situación como típicamente "francesa" en su aparente insistencia en la primacía de la teoría sobre la política. Sin embargo, en la práctica, el movimiento de mujeres francés se desarrolló de forma muy parecida a los movimientos feministas de otros lugares de Europa o de Estados Unidos: Las mujeres francesas participaron en grupos de concienciación; se manifestaron en las calles el 8 de marzo; lucharon fuertemente por el derecho de las mujeres a decidir si quieren o no tener hijos; plantearon la cuestión de la violencia contra las mujeres; y lucharon por cambiar la opinión pública en cuestiones relacionadas con las mujeres y los derechos de las mujeres.
Otras críticas a la Escritura femenina incluyen lo que algunos consideran una visión esencialista del cuerpo y la consiguiente dependencia de un feminismo de la "diferencia" que, según Diana Holmes, por ejemplo, tiende a "demonizar la masculinidad como depositaria de todo lo que (al menos desde una perspectiva posterior al 68, de amplia izquierda), es negativo" También, dice Holmes en French Women's Writings, 1848-1994 (1996) excluiría gran parte de los escritos de mujeres del canon feminista.

## Ejemplos literarios
Debido a las dificultades inherentes a la noción de la Escritura femenina, muy pocos libros de crítica literaria se han arriesgado a utilizarla como herramienta crítica. A. S. Byatt plantea: "Hay un mar salado de olas femeninas que debe ser... leído como símbolo del lenguaje femenino, que es enparte reprimido, en parte autocomunicante, mudo ante el macho intruso e incapaz de hablar...reflejando así esas secreciones femeninas que no están inscritas en nuestro uso cotidiano del lenguaje (lenguaje, lengua)".